# Inderite
L'inderite (simbolo IMA: Idr) è un minerale, un borato idrato di magnesio, appartenente al gruppo dell'inderite con composizione chimica MgB3O3(OH)5 • 5(H2O).

## Etimologia e storia
Il minerale è stato scoperto nel 1937 da A.M. Boldyreva (in russo: А.М. Болдыревой) in campioni di minerali raccolti nel 1935 da D.I. Savelyev (Д.И. Савельев) vicino al lago Inder nella regione di Atyrau in Kazakistan. L'inderite prende il nome dal lago vicino alla località tipo.
Nel 1956 fu descritto un nuovo minerale di borato proveniente dalla miniera a cielo aperto vicino a Boron (Contea di Kern) nello Stato americano della California e lo chiamarono lesserite. Tuttavia, Waldemar Theodore Schaller e Mary E. Mrose scoprirono nel 1960 che la lesserite è identica all'inderite.
Alla data del 2021 è ancora stato documentato un luogo di stoccaggio per il campione tipo del minerale.

## Classificazione
Nell'8ª edizione della sistematica minerale secondo Strunz, obsoleta dal 1977, l'inderite apparteneva ancora alla classe minerale comune dei "nitrati, carbonati e borati" e quindi alla sottoclasse del "gruppo borati (soroborati)", dove insieme a meyerhofferite, inderborite, inyoite, kurnakovite e ameghinite formava il "gruppo dell'inderite-meyerhofferite" con il sistema nº Vc/B.04 e gli altri membri.
Nella Sistematica dei lapis (Lapis-Systematik) di Stefan Weiß, che è stata rivista e aggiornata l'ultima volta nel 2018 e che si basa ancora su questa vecchia forma della sistematica di Strunz per considerazione verso i collezionisti privati e le collezioni istituzionali, al minerale è stato assegnato il sistema e al minerale nº V/H.06-20. In questa sistematica ciò corrisponde anche al dipartimento dei "borati di gruppo", dove l'inderite forma un gruppo indipendente, ma senza nome, insieme a inderborite, a inyoite, a kurnakovite, a meyerhofferite e a solongoite.
La Classificazione Nickel-Strunz, che è in vigore dal 2001 ed è stata aggiornata l'ultima volta dall'Associazione Mineralogica Internazionale (IMA) nel 2024, classifica l'inderite nella classe "6. Borati" e da lì nella sottoclasse "6.C Triborati"; questa è ulteriormente suddivisa in base alla struttura dei complessi borati, in modo che il minerale possa essere trovato nella suddivisione "6.CA Neso-triborati" in base alla sua struttura, dove è l'unico membro del gruppo senza nome nº 6.CA.15.
La classificazione dei minerali secondo Dana, che viene utilizzata principalmente nel mondo anglosassone, classifica l'inderite, come l'obsoleto sistema di Strunz, nella classe comune di "carbonati, nitrati e borati" e lì nella sottoclasse e nella suddivisione con lo stesso nome "Borati acquosi con ossidrile o alogeno"; qui la si può trovare insieme a inyoite e inderborite nel gruppo senza nome nº 26.03.01.

## Abito cristallino
L'inderite cristallizza nel sistema monoclino nel gruppo spaziale P21/a (gruppo nº 14, posizione 3) con i parametri del reticolo a = 12,04 Å, b = 13,11 Å, c = 6,82 Å e β = 104,5° oltre a 4 unità di formula per cella unitaria.

## Proprietà
Se l'inderite viene conservata non protetta all'aria, perde la sua acqua cristallina nel tempo e le superfici cristalline si ossidano assumendo un colore bianco opaco. Tuttavia, il processo può essere invertito immergendo il minerale in acqua per alcuni minuti.
Con una durezza Mohs compresa tra 2,5 e 3, l'inderite è uno dei minerali medio-duri che, in modo simile al minerale di riferimento calcite (durezza 3), può essere graffiato con una moneta di rame. Il minerale è solubile in acido cloridrico (HCl) diluito e caldo.

## Modificazioni e varietà
Il composto Mg[B3O3(OH)5] • 5(H2O) è dimorfico e si presenta in natura come kurnakovite, un minerale che cristallizza nel sistema triclino.

## Origine e giacitura
L'inderite si forma nelle rocce sedimentarie nei depositi lacustri di boro. I minerali di accompagnamento possono includere idroboracite (dai campioni provenienti dal lago Inder, nella regione di Atyrau in Kazakistan), kurnakovite (da Sarıkaya, in Turchia), borace, ulexite, orpimento, realgar (da Boron, in California, Stati Uniti).
Essendo una rara formazione mineraria, l'inderite può essere rilevata solo in pochi siti. La sua località tipo, il lago Inder, è l'unico sito conosciuto in Kazakistan.
Altri siti noti includono la "Miniera di Tincalayu" nel Salar del Hombre Muerto in Argentina, i laghi salati di Da Qaidam (Qinghai) e Gê'gyai (Tibet) in Cina, la "Miniera di Brosso" nel comune italiano di Lessolo, il giacimento di boro "Titovskoe" nella catena montuosa del Tas-Khayakhtakh nella Repubblica di Sacha nella Siberia Orientale (nella Repubblica di Sacha, in Russia), i giacimenti di boro a Kırka e Sarıkaya (Yozgat) nella regione dell'Anatolia Centrale in Turchia, e il campo minerario "Hard Scramble" vicino a Ryan (Contea di Inyo, in California) e in diverse località del deposito di boro e borace nelle vicinanze di Boron (Contea di Kern, anch'essa in California).
I giacimenti di boro sono noti anche per gli eccezionali ritrovamenti di inderite con cristalli ben formati lunghi fino a 10 centimetri. anche se ci sono testimonianze di ritrovamenti di cristalli di inderite lunghi anche fino a 30 centimetri.

## Utilizzi
Oltre al borace, l'inderite viene estratta principalmente come minerale di boro per l'industria chimica.
Occasionalmente, tuttavia, viene offerto anche per scopi collezionistici in vari tagli di pietre preziose. Nella formazione fibrosa e utilizzando il taglio cabochon, l'inderite può anche mostrare l'effetto occhio di gatto, che è particolarmente noto per l'occhio di tigre.

## Forma in cui si presenta in natura
L'inderite sviluppa lunghi cristalli prismatici con una sezione trasversale quasi quadrata. Tuttavia, si presenta anche sotto forma di aggregati minerali fibrosi o aghiformi, tuberosi-renali o massicci. Nella sua forma pura, il minerale è incolore e trasparente, con una lucentezza simile al vetro o al grasso sulle superfici. Tuttavia, a causa della rifrazione multipla dovuta a difetti del reticolo o alla formazione policristallina, nonché alla perdita di acqua cristallina, può anche essere bianco traslucido e assumere un colore rosa, giallo-verdastro o rosso chiaro a causa di miscele estranee.